# Cenzura v Alžírsku
Pracovní podmínky alžírských novinářů se vyvíjejí od získání nezávislosti v roce 1962. V roce 1990 byl zrušen tiskový zákon, což umožnilo větší svobodu tisku. Nicméně za občanské války v letech 1991 – 2002 bylo zabito více než sedmdesát novinářů, jak bezpečnostními silami, tak islamisty. Jen v letech 1993 – 1998 bylo v Alžírsku zabito šedesát novinářů.
Po skončení občanské války v roce 2002 nechal prezident Abdelazíz Buteflika zrušit některé časopisy a uvěznit několik novinářů, jedním z nich byl Mohammed Benchicou, autor jeho kritického životopisu a ředitel deníku Le Matin. V důsledku těchto represí mnoho novinářů odešlo do exilu, zejména do Francie.
Stupnice organizace Reporters Without Borders připisuje Alžírsku v posledních pěti letech čtyřicet bodů a v dodržování svobody tisku je tak Alžírsko na 123. místo celosvětového žebříčku (pro srovnání, žebříček má 169. míst, na posledním místě je Eritrea, Česká republika je na 14. místě). Uvězněný Benchicou byl oceněn cenou Barbary Goldsmithové za psaní v zájmu svobody (Barbara Goldsmith Freedom to Write Award).
Alžírsko bylo v nedávné době několikrát kritizováno pro nedodržování svobody tisku, částečně pro Benchicouovo uvěznění. V roce 1996 byl zrušen časopis La Tribune. Sam BloG byl cenzurován od března 2006. El Watan trpěl útoky ze strany alžírského státu v roce 1998 - jeho reportéři byli podle organizace Reporters Whitout Borders a Výboru pro ochranu novinářů terči jak vládních sil, tak islamistických povstalců. Novináři z Liberté a Le Matin byli donuceni k odchodu do exilu ve Francii.
Úřady 7. února 2007 znemožnily sympozium, nazvané „Pour la Vérité, la Paix et la Conciliation“ (Za pravdu, mír a smír), organizované Sborem rodin alžírských zmizelých (Collectif des familles de disparus en Algérie), organizacemi SOS Disparus, Djazairouna, Somoud a ANFD (Association nationale des familles de disparus).